# Католический университет в Ружомберке
Католический университет в Ружомберке  — государственное высшее учебное заведение с конфессиональным характером. Университет учреждён 1 июля 2000 г. согласно Закону № 167/2000 Свода законов от 10 мая 2000 г. Изначально созданный как частный, решением Народной Рады Словацкой Республики № 131/2002 «О высших учебных заведениях» университет получил статус публичного с конфессиональным характером. Ректором университета — Ярослав Демко.
Университет присваивает степени бакалавра, магистра или доктора наук. Входит в International Federation of Catholic Universities (IFCU).

## Факультеты
В Католическом университете в Ружомберке четыре факультета:
- Философский факультет
- Педагогический факультет
- Теологический факультет (в отличие от прочих факультетов находится в г. Кошице)
- Факультет здравоохранения